# Blepharella oldi
Blepharella oldi är en tvåvingeart som beskrevs av Louis-Paul Mesnil 1952. Blepharella oldi ingår i släktet Blepharella och familjen parasitflugor.
Artens utbredningsområde är Malawi. Inga underarter finns listade i Catalogue of Life.